# 泳がせ釣り
泳がせ釣りとは、魚釣りにおいて、生きた魚を泳がせて餌とする釣法のひとつである。餌となる魚を餌屋で購入して持ち込む場合もあるが、自分で釣った魚を餌として同じ環境にいる捕食者を狙う場合も多く、餌・対象魚共に非常に幅広いバリエーションを持つ釣法である。なお、投げ釣りや渓流釣りにおいては生きた昆虫・多毛類を餌とすることがしばしばあるが、これらを泳がせ釣りと呼ぶことはまずない。

## 餌の種類
- アジ・マイワシ…餌用に広く販売されているほか、サビキ釣り等で簡単に釣り上げることができるため多く用いられる。
- サバ
- カタクチイワシ
- トウゴロウイワシ
- キス (魚)…ヒラメ、コチ等の底生魚を狙う際に用いられる。

- 金魚…生き餌として広く販売されており、淡水での泳がせ釣りの餌としても利用可能。
- ワカサギ
- ドジョウ
- ウグイ…淡水魚であるが非常に生命力が強く、淡水・海水問わない万能餌として販売されている。
- チチブ、ハゼ類
- オイカワ　これら以外でも生きた魚類であれば対象となる可能性がある。

## 泳がせ釣りの対象となる魚
- マグロ
- カツオ
- カジキ

- ハタ (魚類)
- カサゴ
- メバル
- ヒラメ
- マゴチ
- ヒラマサ
- カンパチ
- スズキ (魚)
- アオリイカ・・・一般的にヤエン釣りと呼ばれる釣法であるが、餌として生きたアジを使用するため広義の泳がせ釣りといえる。
- ブラックバス
- ライギョ
- ナマズ
- イトウ

上記以外でも、魚食性を示すものであればあらゆる生物が対象となり得る。